# Georg Friedrich Heilmann

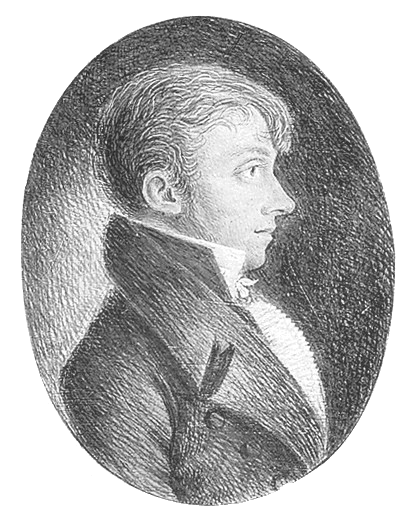
Georg Friedrich Heilmann (um 1810)

Georg Friedrich Heilmann der Jüngere (* 5. Januar 1785 in Biel, Schweiz; † 24. Juli 1862 ebenda) war ein Bieler Politiker, Offizier und Landschaftsmaler.

## Leben
Geboren wurde Heilmann am 5. Januar 1785 als Sohn des Verlegers, Druckers und Politikers Niklaus Heilmann und dessen Frau Elise (geborene Bourquin aus Sonceboz).
Zusammen mit seinem Hauslehrer Johann Rudolf Wyss unternahm Heilmann mehrere Reisen ins Ausland und studierte an den Universitäten Halle und Heidelberg die Rechtswissenschaften, daneben auch Naturwissenschaften und Literatur, und wurde bei den Corpslandsmannschaften Guestphalia Halle, Rhenania superior Heidelberg und Guestphalia I Heidelberg aktiv. Nach seiner Rückkehr in die Schweiz widmete er sich zudem agronomischen Studien am Fellenberg'schen Institut in Hofwil.
Von Jugend an fühlte er sich dem Militär hingezogen. Er war Oberleutnant und Hauptmann der französischen Nationalgarde vom 10. September 1806 bis zum 1. Mai 1816. Ab 1813 bis zum Ende der französischen Besatzung Biels stand er als Hauptmann der Ehrengarde der Stadt vor. Im Jahr 1813 heiratete er Elise Haas, eine Tochter des Friedrich Haas aus Biel. Ihr Bruder war der Stadtchirurg Johann Jakob Haas. Durch diese Heirat war er vom Dienst im Heer Napoleons befreit und durfte in der Stadt verweilen.
Im Januar 1814 wurde er in die provisorische Regierung Biels gewählt, welche von seinem Vater Niklaus geleitet wurde. Während der Befreiungskriege 1813 bis 1815 war er offizieller Gesandter seiner Heimatstadt im Hauptquartier der Verbündeten, in Zürich und auf dem Wiener Kongress. Bereits am 21. Januar 1814 wurde Heilmann, zusammen mit Abraham Samuel Daxelhofer, einem weiteren Gesandten Biels, vom österreichischen Kaiser in Basel empfangen, wo er das Anliegen einen selbständigen Kanton Biel bestehend aus dem reformierten Teil des Bistums Basel mit der Stadt Biel als Hauptstadt zu schaffen vorbrachte. In den folgenden Monaten unternahm er deswegen insgesamt 27 Reisen innerhalb der Schweiz. Ab dem 16. Oktober 1814 versuchte Heilmann auf dem Wiener Kongress, den er mit finanzieller Hilfe von David Schwab besuchen konnte, die Position seiner Stadt zu vertreten und zu verhindern, dass Biel Teil eines Kantons Pruntrut wurde, wie dies andere Kreise anstrebten. Trotz Biels Status als zugewandter Ort wurde die Stadt schlussendlich dem bernischen Amtsbezirk Nidau zugeschlagen, als Kompensation für die bernischen Verluste der Waadt und des Berner Aargaus.
Ab 1816 war er Amtsstatthalter von Nidau, bernischer Grossrat (bis 1829) und zuletzt Oberst im kantonalen Militärdienst. Bereits 1820 verfasste er ein Memorial zur Juragewässerkorrektion, welche aber erst Jahrzehnte später verwirklicht wurde. Der begeisterte Philhellene gründete im selben Jahr die Ersparniskasse Biel und galt als Mittelpunkt des geistigen Lebens Biels.
Von 1829 oder 1831 bis 1844 stand er in Neapel im Dienste des 4. Schweizer Regiments, erst als Hauptmann, zuletzt als Oberst. Dort widmete er sich archäologischen Studien und wurde er vom Offizierskorps zum Direktor des Museums von Nola (bei Neapel) ernannt. Am 27. September 1845 schied er aus dem aktiven Militärdienst aus.
Nach seiner Rückkehr nach Biel gehörte er von 1846 bis 1850 erneut dem bernischen Grossen Rat an.
Aus seiner Ehe mit Elise Haas hatte er drei Töchter und einen Sohn Fritz († 1860).

## Ehrungen
In Biel sind der Georg-Friedrich-Heilmann-Platz und die Georg-Friedrich-Heilmann-Strasse nach ihm benannt.

## Werke (Auswahl)
- Panorama von Neapel. 1841